# Tři Studně
Tři Studně (in tedesco Dreibrunn) è un comune ceco situato nel distretto di Žďár nad Sázavou, nella regione di Vysočina.